# Californisk grizzlybjørn
Den Californiske grizzlybjørn (Ursus arctos californicus) er en underart af den brune bjørn der levede i Californien men nu er uddød. Efter sigende blev den sidste bjørn set i 1924, hvorefter der ikke er fundet flere spor af bjørnen.
Bjørnen er stadig Californien officielle statsdyr, hvilket gør at bjørnen stadig ofte ses på frimærker. Også på Californiens flag er der et billede af denne bjørneart.
I Californien forekommer stadig amerikanske sortbjørne.